# Hugo Peritz
Hugo Peritz (* 11. Januar 1906 in Bern; † 28. November 1999 in Zürich) war ein Schweizer Jazz- und Unterhaltungsmusiker (Violine, Tenorsaxophon, Arrangement).

## Leben und Wirken
Peritz begann im Alter von sechs Jahren mit dem Geigenunterricht. 1919 zog er mit seinen Eltern nach Amerika, wo er Geigenkurse an der Manhattan School of Music in New York besuchte und eine mit Auszeichnung bestandene Abschlussprüfung in der Carnegie Hall absolvierte. Daneben erhielt er eine kaufmännische Ausbildung an einer amerikanischen Schule, die dazu führte, dass er nach seiner Rückkehr in die Schweiz erfolgreich mehrere Jahre in einer Zürcher Baumwollfirma arbeitete. Seine starke Affinität zum Jazz, den er in den USA kennengelernt hatte, brachte ihn aber dazu, als Sologeiger aufzutreten und gelegentlich mit Amateurbands aufzutreten. Er begann Saxophon zu lernen und wurde Mitglied der Mantovani-Band, die im Zürcher «Odeon» auftrat. 1934 wechselte er zu Walter Baumgartners «Magnolians», mit denen Aufnahmen entstanden, er auch auf Auslandstournee ging und zu denen er bis 1939 gehörte. Dann spielte er mit einem Trio in der Corso-Bar, bevor er mit seinem Bruder Berry Peritz Ende 1939 «The Berry’s», zunächst als Quintett gründete, aus dem sich dann ein Septett und eine Bigband entwickelten, die in den Vierzigerjahren in vielen hochklassigen Hotels und bekannten Dancings auftrat und Platten einspielte. Bis 1947 gehörte er zu «The Berry’s». Er nahm auch mit Teddy Stauffer und mit Coleman Hawkins auf.
In den 1950er Jahren leitete Peritz zeitweilig das Musikensemble von Radio Basel («Die Radio-Stars»), mit dem es zu Aufnahmen kam. Dann leitete er das Basler Mandolinen-Orchester, mit dem er 1960 eine EP einspielte (die auch als Buchclub-Ausgabe erschien). Zwischen 1964 und 1973 dirigierte er die Kapelle des «Musikvereins Muttenz». Unter dem Pseudonym Jürg Ritzli war er als Studiomusiker an Aufnahmen des Trios Eugster beteiligt. Auch arrangierte er für die «DRS Big Band» (Fiesta Sudamericana). Nachdem Peritz noch einige Jahre mit einem Pianisten zusammen gespielt hatte, lebte er seine letzten Lebensjahre zurückgezogen in seinem Appartement im Zürcher Seefeld, wo er im Alter von 93 Jahren starb.